# Phiomia
Phiomia es un género de mamífero proboscídeo extinguido de la familia de los Phiomiidae, que vivió en el norte de África durante el Eoceno superior y el Oligoceno inferior, hace unos 35 millones de años.
Medía entre 1,40 y 2,40 metros de alto y se parecía vagamente a un elefante moderno, pero tenía una trompa mucho más pequeña (basado en la forma de sus huesos nasales), unos colmillos cortos sobre el maxilar superior y también colmillos cortos parecidos a una pala sobre la mandíbula que probablemente los utilizara para recolectar alimentos.